# Gabriel de Torres
Gabriel Ceferino de Torres y Velasco (Torremormojón, 26 de agosto de 1782- San Miguel, Manila, 22 de abril de 1835) fue un militar español.

## Primeros años
Nacido el 26 de agosto de 1782 en Torremormojón, hijo de Gabriel Antonio de Torres y Antonia Vicenta de Velasco y Meres. En 1794 inició su carrera militar como cadete, siendo ascendido cinco años después a subteniente. En 1800 se transfirió a la 1.ª división del Ejército de Operaciones de Extremadura en Yelves y en el castillo de Santa Catalina del Puerto, mandando una batería de dos cañones. A finales del año siguiente estuvo involucrado en acciones contra los buques ingleses que abastecían Gibraltar desde el baluarte de San Felipe. En 1802 fue ascendido a teniente de artillería y en 1805 sirvió en el fuerte de Adormideras, La Coruña, para bombardear buques británicos. 

## Guerra de Independencia
Tres años más tarde, sirvió en Puerto de la Fuenfría a las órdenes del José Navarro Falcón y el 17 de noviembre de 1808 se unió a la división del mariscal de campo José Heredia y Velarde. Combatió en el Ejército de Extremadura del teniente general Vicente de Cañas y Portocarrero en la batalla de las Mesas de Íbor (17 de marzo de 1809), donde voló un gran repuesto de municiones que tenía a su cargo para evitar su captura; por ello se lo ascendió a capitán de artillería (9 de abril). Luego luchó en Talavera, Puente del Arzobispo y Ocaña, en esta última mandó una batería de cuatro piezas que protegió la carga del brigadier Luis Lacy y Gautier, cuya 1.ª división acabó huyendo en desbandada. Su batería defendió la retirada hasta que fue rodeada y asaltada por los franceses, apenas logrando escapar a caballo mientras sus soldados eran muertos o capturados.
Luego se unió al Ejército de Centro, combatiendo en la Sierra Morena en enero de 1810. En marzo empezó a servir en la defensa de Cádiz, siendo nombrado secretario de la Junta Superior Económica y sargento mayor del 2.º Escuadrón (19 de enero de 1811). Luego, fue mayor de brigada de artillería del 4.º Ejército y de Alicante. Fue ascendido a teniente coronel y comandante del 2.º Escuadrón, más tarde 6.º Escuadrón (16 de julio de 1812), y combatió en Amposta (19 de agosto de 1813), Morella (13 de septiembre) y Peñíscola (21 de diciembre), siendo nombrado coronel de infantería (1 de diciembre de 1814).

## Américas
Participó de la Expedición Pacificadora del mariscal Pablo Morillo, combatiendo en asedio de Cartagena de Indias durante 1815, destacando como comandante general interino de la artillería. Por esto, Morillo recomendó que lo ascendieran, obteniendo el grado de brigadier de infantería, y Francisco José Montalvo y Ambulodi le puso a cargo del Gobierno y Comandancia General de la Plaza y Provincia de Cartagena de Indias (1 de abril de 1816). Posteriormente, luchó en Boyacá, viéndose cercado en Cartagena de Indias por el coronel Mariano Montilla unos meses más tarde. Después de año y medio de asedio naval y terrestre, fue forzado a capitular el 10 de octubre de 1821, debiendo evacuar para Cuba, pero su actuación fue tan destacada que por Real Despacho de 6 de febrero de 1822 fue nombrado gobernador del Departamento Oriental de la isla, tomando posesión el 10 de agosto. El 22 de octubre debió cesar su cargo y someterse a juicio por su capitulación, quedando libre de toda culpa.

## Últimos años
Dejó La Habana (25 de marzo de 1827) y volvió a España, llegando a Burdeos (13 de mayo). Fue destinado a Madrid (12 de junio de 1828) y declarado inocente de toda responsabilidad por la pérdida de Cartagena de Indias (26 de abril de 1829). Fue director de la Academia de Artillería de Segovia. Luego, se le ascendió a brigadier de artillería y mariscal de campo (22 de agosto de 1831). Desde el 1 de marzo de 1835 se desempeñó como Capitán General de Filipinas, cargo que ejercía cuando murió en San Miguel, Manila, el 22 de abril.
Se casó con Concepción Jurado, junto con quien concibieron dos hijos: Concepción en 1819 y Gabriel en 1824.